# Johann Georg van Caspel
Johann Georg van Caspel (Ootmarsum, 2 mai 1870 - Utrecht, 6 février 1928), est un peintre et un architecte néerlandais, qui est également illustrateur et affichiste.

## Biographie

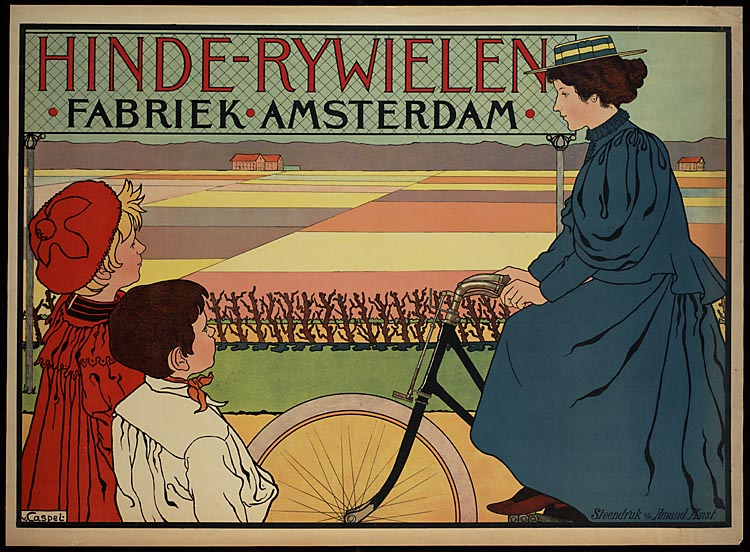
Affiche pour les cycles Hinde-Rywielenfabriek (Amsterdam, 1896-98).

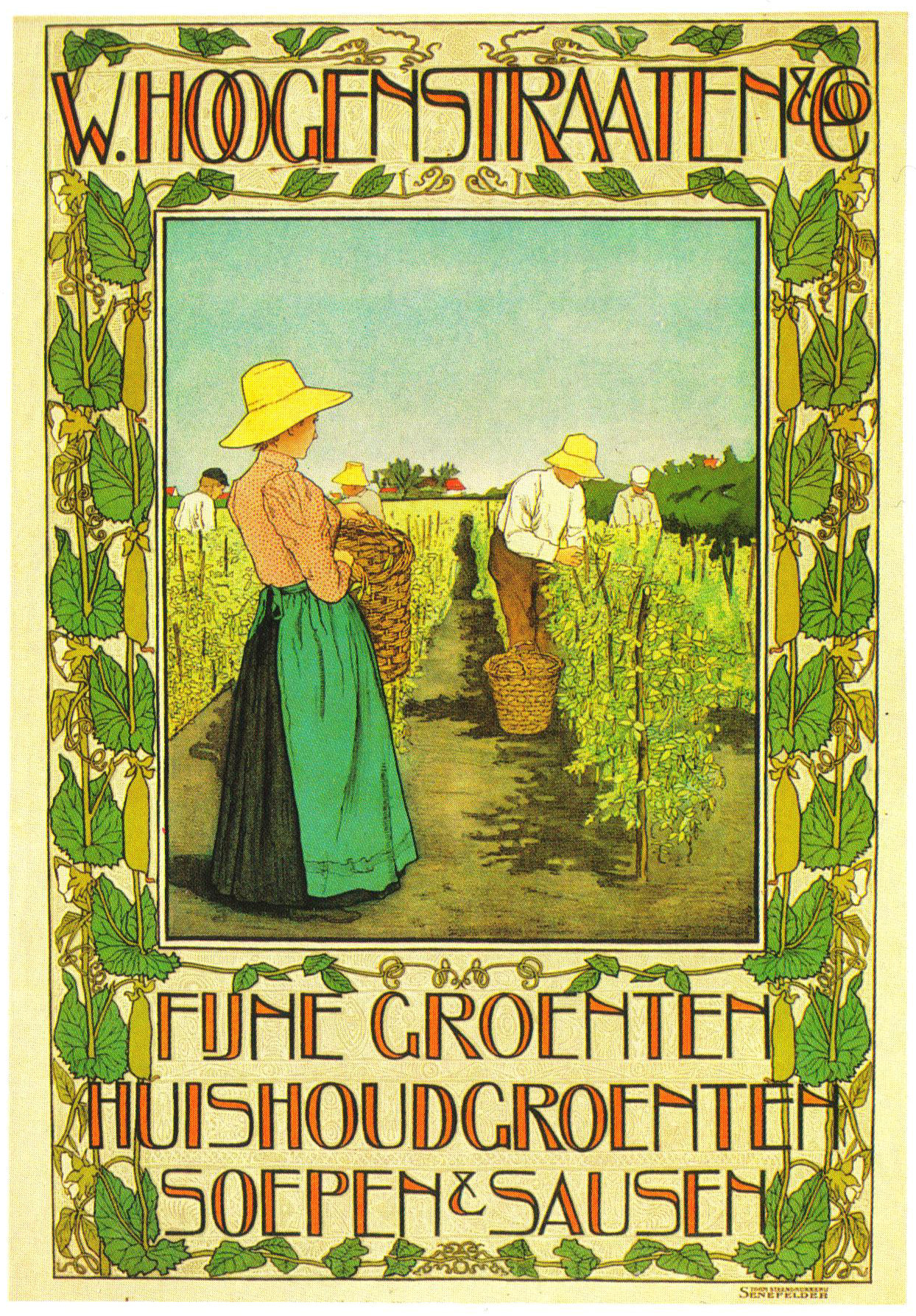
Affiche pour la maison W. Hoogstraaten & Co (1896), choisit par Jules Chéret.

Johann Georg van Caspel entre en 1889 à l'Académie royale des beaux-arts d'Amsterdam. Il fréquente l'atelier de Maurits van der Valk. S'exerçant à l'art du portrait, il entre en contact avec l'imprimeur Amand pour lequel il commence à produire des affiches, mais aussi de la reliure d'art et des brochures publicitaires, et ce, jusqu’en 1899. Il part ensuite pour Bruxelles.
Outre son activité de peintre qu'il n'abandonna jamais, Van Caspel produisit près d'une cinquantaine d'affiches, ce qui en fait l'un des plus importants de son pays. Jules Chéret choisit de reproduire W. Hoogenstraaten & Co (Senefelder, Rotterdam, 1896) dans sa revue Les Maîtres de l'affiche (1895-1900).
En 1903, Van Caspel s'installe à Laren et reçoit une commande en tant qu’architecte pour un manoir. Le succès est tel, qu'il réalise jusqu'à trente maisons et villas dans la région de Le Gooi dont De Hoeve (1914), Vogelweide (1915) et De Vijf (1916). Le style de Van Caspel a été inspiré par celui de l'architecte Karel de Bazel.
Caspel illustre un certain nombre de livres, dont des contes pour enfants, très marqués par l'Art nouveau. Au cours des années 1920, il abandonne l'affiche mais poursuit l'illustration d'ouvrages et continue à produire des portraits (Johanna de Baat Doelman, 1921).
Il signait ses affiches « .v. Caspel. », ses tableaux « Van Caspel » et certains de ses travaux par ses initiales « VC » dans un cercle.

## Galerie

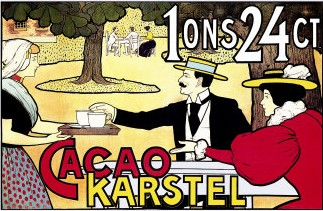
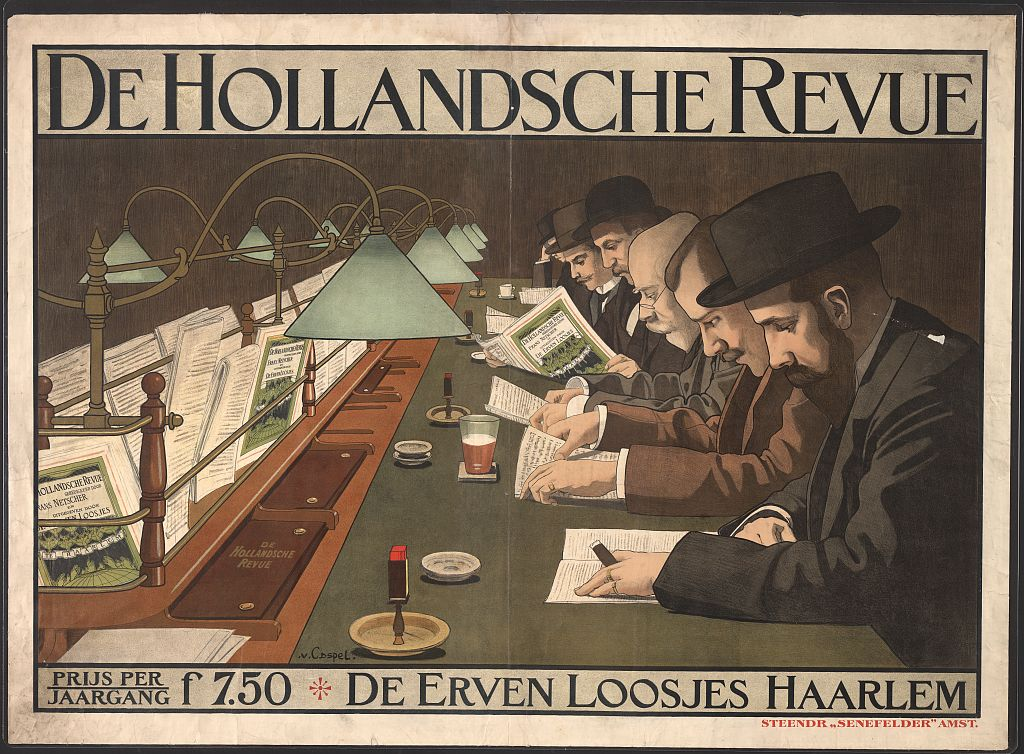
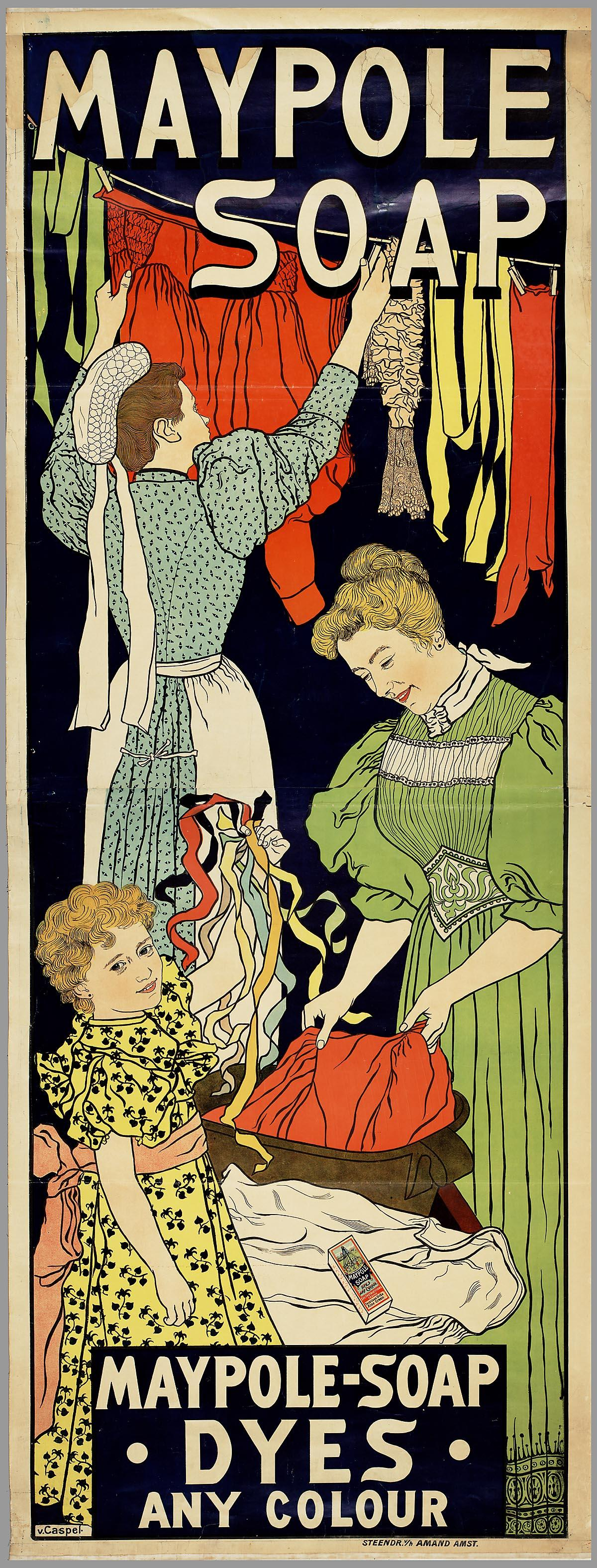
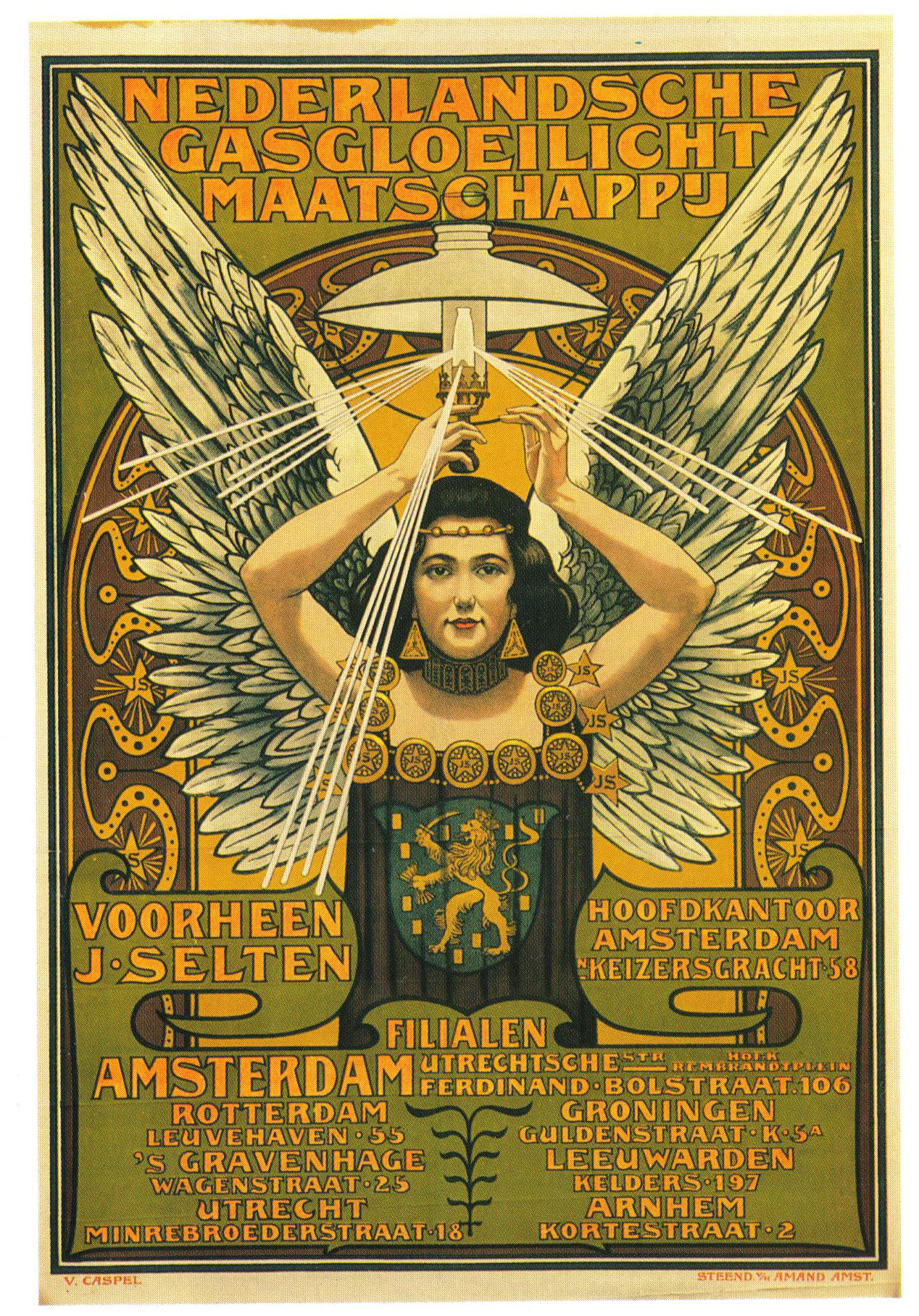
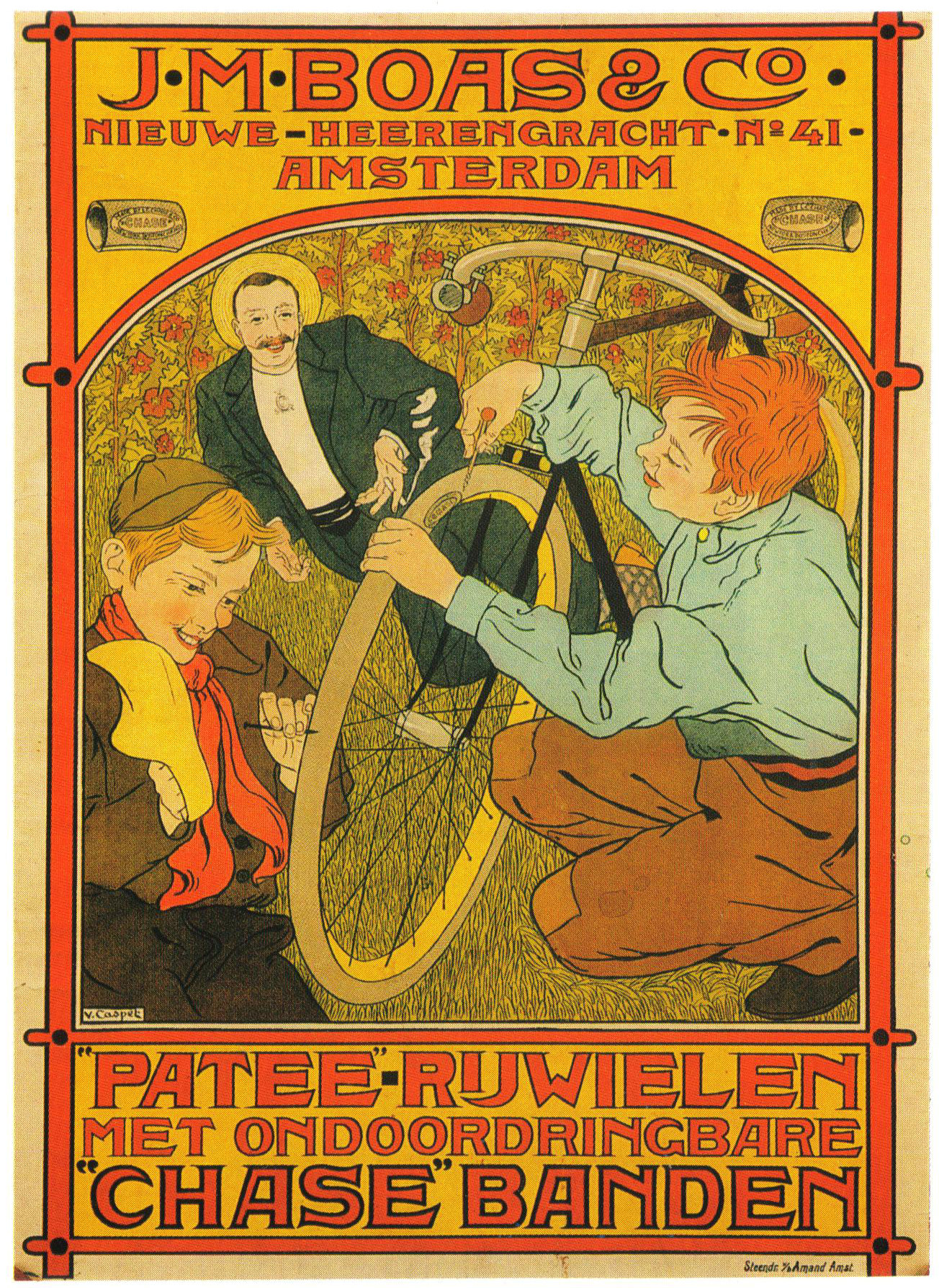